# 銀河団ガス
銀河団ガス(ぎんがだんがす、Intracluster medium;ICM)は銀河団内を満たす高温のガスのことである。

## 概要
温度千万度から一億度という高温のため、ほとんどの原子は高電離状態のプラズマとして存在し、熱制動放射により強いX線を放つ。また、銀河団ガスは現在の宇宙に存在するバリオンのうち質量にして1-2割程度をしめる。これは銀河と同程度かもしくはそれ以上である。
銀河団ガスは重力的な平衡状態であるビリアル平衡に近いことが知られている。暗黒物質(ダークマター)によって重力的に束縛されているため、上記の高温となっている。このような温度のことをビリアル温度と呼ぶ。
銀河団の外側から銀河団へと落ちてくるガスは衝撃波を形成し、重力エネルギーを熱エネルギーへと変換し、その結果、ガスが加熱される。これを衝撃波加熱という。これによりビリアル温度よりも温度が高い領域が観測されている。
1970年代にX線衛星等による観測から、銀河団方向から強い広がったX線放射が発見されたことにより、銀河団に高温の銀河団ガスがあることが確かめられた。
1990年代、ROSATX線衛星(欧)と共に日本のX線衛星ASCAによって精力的な観測が行われた。2000年以降、チャンドラ衛星の高角度分解能、XMM-Newton衛星の高エネルギー分解能をもつ新世代X線衛星の登場により銀河団ガスの内部構造が明らかになりつつある。特に銀河団同士の衝突の名残と見られる構造や、銀河団中心の活動銀河核から噴出するジェットによるバブル状の構造などが観測されている。

## 銀河団ガスと銀河間物質
銀河間物質 (IGM) は銀河団ガスと同様の意味で使われることもあるが、多くの場合、銀河団より外に存在するガスのことを指す。

## 銀河団ガスとクーリングフロー説
銀河団ガスは中心部で密度が高いため、多くのX線を放出しエネルギーを失う。この結果、銀河団中心部でガスは冷えて圧力が下がり、そのため周りから中心に向ってどんどんガスが落ち込んでいくと考えられる。このようなシナリオをクーリングフロー説といい、1970年代に提唱された。近年のX線衛星の観測により、クーリングフロー説から予想されるような冷えたガスの存在が否定されたが、なぜ、クーリングフローが阻害されるのかについての定説といえるものはまだない。